# Cerovac (Jakšić)
Cerovac (1910 és 1991 között Cerovac Jakšićki) falu Horvátországban, Pozsega-Szlavónia megyében. Közigazgatásilag Jakšićhoz tartozik.

## Fekvése
Pozsegától légvonalban 10, közúton 13 km-re északkeletre, községközpontjától 4 km-re keletre, Szlavónia középső részén, a Pozsegai-medencében, a Pozsegáról Nekcsére vezető út mentén, Rajsavac és Šumanovci között, a Potočić-patak mellett fekszik. Határa a Pozsegai-medence legtermékenyebb része az ún. „Poljadija”, mely gazdag szántókkal és legelőkkel rendelkezik. A települést észak–déli irányban 1400 méter hosszúságú, aszfaltozott út szeli át.

## Története
Nevét feltehetően a területén egykoron fellelhető csertölgyekről (horvátul „cer”) kapta.
Az itt talált történelem előttről származó régészeti leletek alapján (kőszekerce, halászhálók nehezékei, cseréptöredékek) területe már a kőkorszak óta lakott volt. A falu régen nem a mai helyén, hanem a Potočić-patak túloldalán emelkedő magaslaton feküdt, területe a Palčake nevű dűlőtől a Ranopaše dűlőig terjedt. Erről tanúskodnak az itt előkerült égetett téglák, cseréptöredékek, egykori szövőszékhez tartozó nehezékek és más, lakott helyre valló leletek. 
A település ezek alapján régi lehet, de a középkorból nem maradt adat róla. A környék településeivel együtt 1537-ben foglalta el a török és a lakosság egy részét rabságba hurcolta, míg más részük áttért a muzulmán hitre. A török korban valószínűleg muzulmán horvátok lakták. 1687-ben szabadult fel a török uralom alól, a muzulmán lakosság pedig Boszniába távozott. 1697 körül Boszniából katolikus horvátok települtek ide.
1698-ban „Czerovacz” néven 7 portával szerepel a török uralom alól felszabadított szlavóniai települések összeírásában. Ez egyben első írásos említése is. A kutjevói uradalomhoz tartozott. 1730-ben 21, 1746-ban 14 ház állt a településen.
Az első katonai felmérés térképén „Dorf Czerovacz”néven látható. Lipszky János 1808-ban Budán kiadott repertóriumában „Czerovacz” néven szerepel. Nagy Lajos 1829-ben kiadott művében „Czerovacz” 22 házzal, 178 katolikus vallású lakossal szerepel.
1857-ben 180, 1910-ben 205 lakosa volt. 1910-ben a népszámlálás adatai szerint lakosságának 93%-a horvát, 3%-a magyar anyanyelvű volt. Pozsega vármegye Pozsegai járásának része volt. Az első világháború után 1918-ban az új szerb-horvát-szlovén állam, majd később (1929-ben) Jugoszlávia része lett. 1951-ben megalakult az önkéntes tűzoltóegylet. 1989-ben felépítették a falu közösségi házát. 1991-ben lakosságának 94%-a horvát nemzetiségű volt. A településnek 2011-ben 228 lakosa volt, akik főként mezőgazdasággal foglalkoztak.

## Lakossága
| Lakosság változása | Lakosság változása | Lakosság változása | Lakosság változása | Lakosság változása | Lakosság változása | Lakosság változása | Lakosság változása | Lakosság változása | Lakosság változása | Lakosság változása | Lakosság változása | Lakosság változása | Lakosság változása | Lakosság változása | Lakosság változása |
| ------------------ | ------------------ | ------------------ | ------------------ | ------------------ | ------------------ | ------------------ | ------------------ | ------------------ | ------------------ | ------------------ | ------------------ | ------------------ | ------------------ | ------------------ | ------------------ |
| 1857               | 1869               | 1880               | 1890               | 1900               | 1910               | 1921               | 1931               | 1948               | 1953               | 1961               | 1971               | 1981               | 1991               | 2001               | 2011               |
| 180                | 150                | 170                | 189                | 197                | 205                | 230                | 291                | 341                | 356                | 319                | 286                | 264                | 260                | 257                | 228                |

## Nevezetességei
- A település közepén egy harangtorony áll, valószínűleg a török időkben épült és eredetileg őrtoronyként szolgált. A török kiűzése után harangtoronnyá építették át.
- Szent Nikola Tavelić tiszteletére szentelt kápolnája 1937-ben épült.

## Oktatás
A település első iskolája 1911-ben nyílt meg, addig a gyermekek 3 km-re, a szomszédos Sesvete iskolájába jártak. A mai iskolaépület 1935-ben épült. Ma a jakšići Mladost elemi iskola területi iskolájaként működik.